# 비누

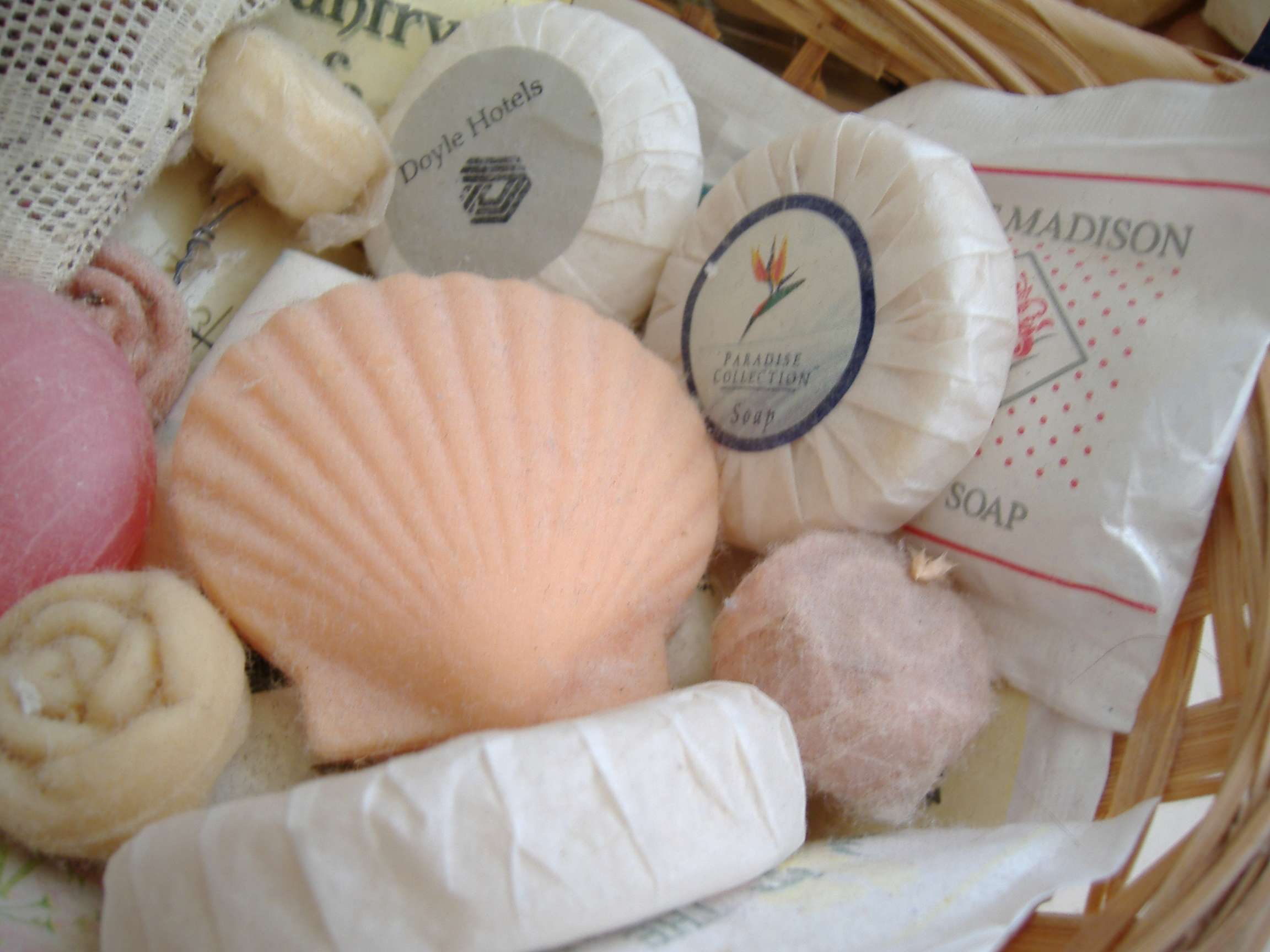
갖가지 모양의 비누들.

일반적으로 비누를 가리키는 스테아르산 나트륨의 화학 구조를 가리키는 두 그림은 동일하다.

비누(영어: soap)는 세수를 하거나, 빨래를 할 때 사용하는 계면활성제로, 지방과 수산화 나트륨의 중합 반응에 의해 생성된다.

## 역사
비누를 만든 가장 오래된 기록은 기원전 2800년경 고대 바빌론까지 거슬러 올라간다. 기원전 2200년경의 바빌론 점토판에는 비누의 재료로 물과 재에서 유래한 알칼리, 그리고 육계나무의 향유가 기록되어 있다.
고대 이집트의 에베르스 파피루스(기원전 1550년)에는 알칼리염과 동식물성 기름을 섞어 비누를 만들어 정기적으로 목욕을 했다는 기록이 있다.
로마시대에는 프라스아스라고 하는 칼륨분을 함유한 점토나 분뇨에서 분리한 암모니아 등이 세제로서 사용되었다. 오늘날 비누로서 사용하는 지방산나트륨도 이미 1세기경에 만들어져 있었다. 당시 갈리아인이 짐승의 지방과 재를 원료로 하여 비누를 만들었다는 사실을, 로마의 플리니우스가 그의 저서 《박물지》에 기록하고 있다. 다만 이것은 오늘날과 같이 세제로서가 아니고 약용과 포마드처럼 만들어서 사용하였다. 세제로서 사용하게 된 것은 2세기로 들어선 후부터였다.

### 동아시아
중국과 한국에서는 주엽나무나 조각자나무 등의 콩깍지를 비누로 썼는데 이를 조협(皂莢), 조각(皂角) 등으로 불렀다. 팥이나 녹두 등을 가루내어 쓰는 조두(澡豆)라는 비누도 있었다.
손사막의 《천금요방》(7세기)에는 돼지의 이자(胰子)를 말려 가루내어 콩가루와 섞어 비누를 만드는 방법이 나온다. 현대 중국에서도 비누를 조각자나무에 빗대 ‘비조(중국어: 肥皂, 병음: féizào)’라 부르지만 북방에서는 ‘이자(중국어: 胰子, 병음: yízi)’라는 말도 쓰인다.

### 중세 유럽
8세기에 이르러서는 비누가 대량으로 생산되어 세제로서 일반 대중에게 널리 사용되게 되었다. 특히 이탈리아나 에스파냐 등의 지중해 연안 여러 나라에서는 올리브유와 해초를 태운 재를 써서 대량으로 비누를 만들었다. 이 비누를 마르셀비누라고 하는데, 이 명칭은 오랫동안 양질의 비누라는 대명사로서 쓰여 왔다.

### 산업혁명
비누의 제조가 오늘과 같이 화학공업으로서의 기초를 확립한 것은 18세기부터 19세기 사이였다. 원료인 유지의 화학 조성이 슐브르에 의해 밝혀지고, 프랑스의 르블랑에 의해 발명된 암모니아소다법으로 수산화나트륨이 대량 생산됨으로써 비누 제조의 기술이 확립된 것이다.

## 어원
한국어 단어 ‘비누’의 가장 오래된 형태가 기록된 문헌은 순천 김씨 묘 출토 간찰(16세기)에 적힌 ‘비노’인데, 단위를 되로 센 것으로 보아 팥이나 녹두로 만든 가루비누인 조두(澡豆)를 부르는 말로 쓰인 것으로 추정된다.
영어 soap을 포함해서 ‘비누’를 뜻하는 많은 유럽어 단어가 게르만조어 *saipǭ(‘비누’)와 그에서 파생된 라틴어 sapo(‘비누’)에서 비롯했다. 특히 포르투갈어 sabão은 아시아로 건너가 힌디어 साबुन(sābun), 일본어 シャボン(샤봉), 한국어 ‘사분’ 등으로 변했다.

## 종류
비누는 비누화 반응을 거친 알칼리성 비누를 지칭하는 말이다. 국내에서는 중성 비누와 약산성 비누 등 비누화 반응을 거치지 않은 'Bar' 형태의 계면활성제도 비누라고 부르고 종류에 포함 시키는데 Soap과 Syndet(합성 계면활성제)를 구분하지 않아서 생기는 일이다. 비누(Soap)의 종류로는 크게 카스틸 비누, 마르세이유 비누, 알레포 비누, 염석 비누(=커드 솝, Curd soap) 등이 있다. 

## 원리
비누의 분자는 계면활성제로 한 분자 내에 친수성 부분과 친유성 또는 소수성 부분을 모두 포함하는 구조로 되어있다. 이 때, 친수성 부분은 분자의 외곽, 즉 바깥쪽에 위치해 있고, 친유성 또는 소수성 부분은 분자의 중심에 위치하여 미셀을 형성하여 그 중심에 있는 친유성 오염물질을 녹여낼 수 있으므로 피부나 의복에 묻은 오염 물질을 효과적으로 제거할 수 있다.

## 비누화 반응
비누화 반응은 고급 지방산 에스터와 강한 염기가 만나 알코올과 비누 덩어리가 생성되는 반응이다.
R-COO-R' + XOH → R-COO-X + R'OH
지방산 유지 + 가성소다(강염기) → 비누 + 글리세롤
대부분 이때 생기는 알코올은 글리세롤(=Glycerol, 글리세린, Glycerin)로 수분을 흡수하는 작용을 하기 때문에 비누에 그대로 혼합되어 보습제 역할을 한다.

## 제작

### 일반 비누
기성 비누는 비누 소지(유지와 강염기로 비누화 반응, 염석 공정을 하여 곱게 간 분말)를 수입하여 첨가물과 함께 섞고 압착하여 제작한 비누이다. 
가정에서 흔히 사용되는 비누 제조 과정은 다음과 같다. 수제 비누의 CP(=Cold Process) 제작 방식이다.
- 가성소다 수용액(=양잿물, Lye)
  - 수산화 나트륨(=가성소다, 소듐하이드록사이드, Sodium Hydroxide) 또는 수산화 칼륨(=가성가리, 포타슘하이드록사이드, Potassium Hydroxide, 일반적인 나무의 재)을 물에 녹인다.
  - 수산화 나트륨을 사용할 경우, 수산화 나트륨의 용해 반응은 발열 반응이기 때문에 용액이 뜨거워지므로 물에 수산화 나트륨을 조금씩 넣고 충분히 저어가며 녹인다. 절대 수산화 나트륨에 물을 떨어뜨리는 반대로의 행동을 해서는 안된다. 반대의 경우 가성소다가 폭발하여 여기저기 튈 수 있기 때문이다.
  - 수산화 칼륨의 경우, 우리가 흔히 생각하는 '재'의 성분으로 수산화 나트륨으로 제작한 비누보다 무르다. 그래서 보통은 액체로 된 비누를 제작 시에 사용한다. 면도 비누의 경우 수산화 나트륨과 수산화 칼륨을 둘 다 사용하는(Dual Lye) 방법으로 제작된다.
- 유지
  - 가정에서 흔히 사용하는 식용유로도 비누를 제작할 수 있다. 폐식용유나 라드(Lard), 탈로우(Tallow)의 경우 체나 거름망에 불순물을 걸러줘야 한다. 오일 별 요구되는 가성소다와 가성가리의 값(=양)이 다르기 때문에 제대로 만들고자 한다면 비누 계산기를 이용한다. 폐식용유의 경우, 팜유의 값으로 계산한다.
- 혼합
  - 교반이라고 한다. 위에서 서술한 두 용액을 온도를 비슷하게 맞추어 혼합해주는 과정이다. 교반 온도는 28~45℃로 한다. 너무 낮을 경우 가성소다가 반응하지 못하여 비누가 제대로 되지 않고 너무 높을 경우 비누액이 금방 걸쭉해져서 작업이 어렵다. 후자의 경우 빠르게 HP 방식으로 전환하면 망하지 않을 수 있다.
  - 유지에 가성소다(이외의 강염기 용액)를 천천히 조금씩 붓고 저어준다. 체에 걸러 붓는다면 혹시나 남아있을 가성소다 덩어리를 방지할 수 있다. 비누액의 표면에 자국이 생길 때까지 저어주는데 수분이 많거나 가성소다의 양이 적은 경우 굉장히 오래 저어줘야 하기 때문에 핸드 블렌더를 사용하는 것이 좋다. 비누 표면에 자국이 생기는 것을 트레이스가 낫다고 하며 트레이스가 나기 전이나 약하게 트레이스가 낫을 때, 향료나 기타 첨가제를 추가하여 보다 질 좋은 비누를 만들 수 있다.
- 건조 및 마무리
  - 완성된 비누액을 별도의 용기에 옮겨 담는다. 몰드가 없는 가정에서는 우유팩이나 반찬통을 사용할 수 있다.
  - 비누화는 24시간 내외로 끝나는데 사용한 물의 양과 오일의 종류에 따라 차이가 있을 수 있으니 윗부분을 살짝 눌러 단단하지 않다면 더 기다렸다 빼내도록 한다.
  - 국내 공방에서는 '숙성'이란 표현을 사용하여 30일간 건조 후 사용하라 하고 이것이 뭐라도 된 듯 홍보하는데 그저 남아있을 유리 알칼리의 반응을 기다리고 수분이 증발하여 단단한 사용감을 부여하는 과정일 뿐이다. 제대로 만든 비누는 비누화 반응만 완벽하게 끝났다면 바로 사용해도 무방하다. 건조를 하면서 줄어드는 유리 알칼리의 양은 미미하다.

### 중성, 약산성 비누
- pH가 7인 비누로 일반적으로 비누화 반응만을 거친 비누라면 중성 비누 또한 절대 존재하지 않는다. 오래전 중성으로 판매되었던 도브는 콤비네이션 바(Combination Bar)로 비누화 반응을 거치고 염석 과정을 거친 비누 소지와 신데트(Syndet)를 섞어 제작한 비누이다.

- 약산성인 비누(Soap)는 사실 존재하지 않는다. 시중에서 판매하는 약산성 비누라 칭하는 것들은 해외에서 'Bar'라 불리는 신데트(Syndet)가 대부분이다. 도브를 비누라고 생각하는 사람도 있는데 고로 도브는 비누가 아니다. 비누화 반응을 거쳐 첨가물 혼합 없이 약산성(pH 5~6)을 띠는 비누를 제작할 수 있다면 해외의 Scientific Soapmaking의 저자 Kevin Dunn 박사에게 먼저 비누를 보내 검증을 받고 위키에 글을 쓰도록 하자.
- 비누(Soap)를 약산성으로 만들고 싶어서 구연산 같은 산을 첨가하여 pH를 조절하려 하면 지방산과 알칼리염이 분리되어 사용할 수 없게 되어 버린다.

### 수제 비누
국내에서는 주로 자연 또는 자연 유래의 재료로 제작하여 주로 천연비누라고 불리며 대량 생산되는 공장화 된 기성품 비누와 달리 염석 공정을 거치지 않아 글리세린이 존재한다. 그래서 천연 비누 업계에서는 글리세린이 풍부하여 보습효과가 뛰어나다며 홍보하기도 한다. 글리세린이 많이 포함된 것은 장점이자 단점이다. 글리세린의 함량이 높아 보습효과가 뛰어날수록 비누가 금방 불어버려서 사용감이 좋지 않기 때문이다. 비누 제작 방식에는 크게 CP, HP, MP 3가지가 있고 국내 공방에서는 ' 'P 같이 앞글자를 바꿔 붙이며 특별한 기법인냥 소개하는데 위 3가지 방식에서 약간의 순서를 바꾸거나 혼합하는 등 크게 벗어나지 않고 말장난인 경우가 대부분이다. 시장이 더 큰 해외에서는 비누 제작자들마다 비누화 반응의 원리를 파괴하지 않는 선에서 다양하게 비누를 제작하고 있다.
- CP
  - Cold Process의 약자로 저온으로 비누를 제작하는 방법이다. 일반적으로 28~45℃에서 제작하는데 이게 왜 저온이지? 하는 의문이 든다. 아래에서 후술 할 HP 비누랑 비교했을 때 상대적으로 저온이기 때문에 그러한 것이며 비누화 반응을 기다려야 하지만 HP보다 제작 시간은 짧다. 오일 별 요구하는 가성소다 값을 쉽게 구할 수 있고 적외선 온도계의 보급으로 현대에서 HP 방식보다 선호 되는 방법이다.
- HP
  - Hot Process의 약자로 고온에서 비누를 제작하는 방법이다. 45℃이상에서 제작되며 엄밀히는 비누 제작 시 어떤 식으로든 열을 가하면 HP라고 하기도 한다. 국내에서는 주로 투명비누를 제작하는데 사용하는 방식이기 때문에 국내 포털 사이트에 HP비누라 검색하면 투명비누가 주로 나타난다. 열을 가하여 강제로 비누화 시키기 때문에 유리 알칼리가 잔존하기 힘들며 간혹 업체에서 유리 알칼리가 없다며 홍보하는 경우는 이 방식이나 이미 만들어진 비누를 리배칭하여 제작되는 경우다. 주로 쿠커를 사용해서(=CPHP, Crock Pot Hot Process) 제작하며 오븐이나 전자레인지를 써서 제작하기도 한다. CP의 방식으로 제작하고 오븐에 넣어 열을 가해 만드는 방법(=CPOP, Cold Process Oven Process)도 있는데 열을 가하기 때문에 해외에서는 철저하게 HP로 취급한다.
- MP
  - Melt & Pour로 이미 만들어진 비누 베이스를 가지고 녹여 붓는 방법이다. 간혹 Melt Process로 오해하는 사람들이 있는데 영어 해석을 해보면 '녹이는 과정' 만으로는 어떤 제법인지 과정인지 알 수 없다. 보통은 시판되는 비누 베이스를 사용하기 때문에 오일의 구성과 글리세린의 함량을 조절 할 수 없어서 사용감을 커스터마이징 하기 어렵고 비누 베이스에 합성 계면활성제나 에탄올이 들어가 있는 경우가 많아서 건조함을 유발할 수 있다. 그래서 수제 비누 업계에서 MP비누는 건조할 수 있다고 설명하는 것이다. 장점으로는 가성소다(이외의 강염기 원료)를 사용하지 않아도 되어 가성소다를 다루기 어려운 환경이나 이것에 두려움이 있는 초보자들이 편하게 작업할 수 있다.

## 같이 보기
- 세제
- 물